# Centaurea orphanidea
Centaurea orphanidea là một loài thực vật có hoa trong họ Cúc. Loài này được Heldr. & Sart. ex Boiss. mô tả khoa học đầu tiên năm 1856.